# 9006 Voytkevych
9006 Voytkevych è un asteroide della fascia principale. Scoperto nel 1982, presenta un'orbita caratterizzata da un semiasse maggiore pari a 2,5895148 UA e da un'eccentricità di 0,1885308, inclinata di 14,05213° rispetto all'eclittica.